# Delocated
Delocated (auch Delocated!) ist eine US-amerikanische Comedy-Fernsehserie im Stil einer Mockumentary. Erfunden und zum großen Teil geschrieben wurde sie von dem Komiker und Musiker Jon Glaser, der auch die Hauptrolle spielt.

## Handlung
Nachdem „Jon“ gegen die Russische Mafia ausgesagt hat, sind er, seine Frau „Susan“ und sein Sohn „David“ unter diesen Decknamen ins Zeugenschutzprogramm aufgenommen worden. Gelangweilt vom Leben in einem Vorort, nimmt Jon das Angebot eines Fernsehsenders an, eine Doku-Soap über das Leben seiner Familie drehen zu lassen. Um im Fernsehen nicht erkannt zu werden, müssen die drei ununterbrochen Sturmhauben tragen und ihre Stimmen mit einem Geräts zur Tonhöhenänderung verzerren.
Für die Sendung zieht die Familie nach New York City, wo ihnen vom Sender eine Loftwohnung versprochen wurde. Diese stellt sich allerdings als Ein-Zimmer-Apartment heraus. Genervt davon und geschockt, dass Jon ihres und das Leben ihres Sohnes für die Sendung aufs Spiel setzt, verlässt Susan ihren Mann gleich nach der Ankunft in New York. Woraufhin sich Jon, auf Anraten seines Federal Agents Mike, sofort mit anderen Frauen trifft.
Durch den Erfolg von der Sendung „Delocated“ erhält der Killer, der auf Jon angesetzt ist, ebenfalls eine eigene Reality-Sendung über sein Leben. Diese zeigt nicht nur seine Jagd auf Jon, sondern auch seine Versuche als Stand-up-Comedian in New York Fuß zu fassen.

## Hintergrund
Die Idee der Serie basiert auf einem Charakter aus Glasers Stand-up-Programm. Ein Stimmenimitator wurde ins Zeugenschutzprogramm aufgenommen und möchte dennoch weiter auftreten. Dies kann er allerdings nur mit dem Aufsetzen einer Sturmhaube und zur Hilfenahme eines Geräts zur Tonhöhenänderung, wodurch sich alle Imitationen gleich anhören.
Der Pilot der Serie wurde erstmals am 1. April 2008 unbetitelt in einem Block neuer oder unfertiger Piloten von dem US-amerikanischen Sender Adult Swim ausgestrahlt. Am 12. Februar 2009 fand der reguläre Serienstart der ersten Staffel mit sieben Episoden auf demselben Sender statt, für den Delocated die erste Realfilm-Eigenproduktion war. Die zweite Staffel mit 12 Episoden startete am 22. August 2010, die dritte mit zehn Episoden am 2. Februar 2012.
Die sieben Episoden der ersten Staffel hatten eine Lauflänge von je 11 Minuten. Seit der zweiten Staffel sind die Folgen 22 Minuten lang.
Die ersten beiden Staffeln wurden am 17. Januar 2012 in den USA als DVD veröffentlicht. Neben den Episoden sind Audiokommentare, entfallene Szenen, Outtakes und ein Promo-Video enthalten, mit dem Glaser die Serie dem Sender verkaufte.
Aufgrund Kevin Dorffs Verpflichtung als Autor und Darsteller für die Sendungen Late Night with Conan O’Brien bzw. The Tonight Show with Conan O’Brien, starb seine Figur Federal Agent Mike mit Beginn der zweiten Staffel und Dorff wurde somit rausgeschrieben. Für die dritte Staffel war er als Drehbuchautor wieder aktiv.
Ein Jahr nach Ausstrahlung der dritten Staffel, wurde am 7. März 2013 noch eine Episode ausgestrahlt, die als Finale die Serie beendete.